# ホテル・ハイビスカス
『ホテル・ハイビスカス』は、仲宗根みいこの漫画、またそれを原作とした中江裕司監督による映画作品。 

## 概要
1980年代の沖縄を背景に、架空の民宿であるホテル・ハイビスカスを営む一家を中心とした家族や人々の日常と心のふれあいを描く。1986年から1998年にかけて『コミックモーニング』、『ビッグコミック増刊号』、『コミックトム』などの雑誌で不定期に連載された。独特の風習や伝承、戦争の記憶や基地との関わりの歴史などが沖縄出身の作者ならではの視点で描かれており、沖縄の言葉がふんだんに使用されているのも特徴である。

### 単行本リスト
- ホテル・ハイビスカス (1) - (2) （講談社 モーニングKC 谷上みい子名義 絶版）
- ウチナーンチュ ホテル・ハイビスカスの人々(1) （潮出版社 希望コミックス 仲宗根ミーコ名義 絶版）
- ホテル・ハイビスカス (1) - (4) （ボーダーインク）
- ホテル・ハイビスカス 新装版 （新潮社）

## 映画
2002年の作品。映画では戦争や差別、国籍の問題などは暗に触れ、主人公の美恵子を中心とした明るいコメディタッチの作品となっている。物語の舞台となる旅館「ホテル・ハイビスカス」のロケ地は、名護市辺野古にある日蓮宗法華道場が使用された。監督の中江裕司は本作で第15回東京国際映画祭審査員特別賞を受賞した。

### ストーリー
ホテル・ハイビスカスは一泊4千円のところ、今なら沖縄料理付きで3千円。お客さんが泊まれる部屋はひとつだけ。ホテルを営んでいるのは腕白でお転婆な小学校3年生の美恵子をはじめ、バーで働きながら一家を支えている美人の母ちゃん、三線とビリヤードが得意な父ちゃん、黒人とのハーフのケンジにぃにぃ、白人とのハーフのサチコねぇねぇ、そしてくわえタバコのおばぁ。美恵子は今日も忙しく、親友ガッパイとミンタマーを引き連れて、森の精霊キジムナーを探しに出発するのだった……

### 主なキャスト
- 仲宗根美恵子：蔵下穂波
- 父ちゃん：照屋政雄
- ケンジにぃにぃ：ネスミス
- サチコねぇねぇ：亀島奈津樹
- 能登島：和田聰宏
- ガッパイ：宮里明寿
- ミンタマー：砂川大伍
- 多恵子：平田香澄
- 学級長：秋山大樹
- タロウ：中江光太郎
- まやー食いおばぁ：大城美佐子
- 渡具知ストアのおばさん：吉田妙子
- 具志堅：島正廣
- パイン畑のおじぃ：国吉源次
- 爆竹を投げられるおじさん：池間弘
- バスの運転手：松田末吉
- ジョージ：ジェームス・B・ベネット
- 島袋ボクシングジムの会長：島袋武信
- 江戸川：寺田柾
- ラジオの声：上原直彦
- 美恵子のクラスの担任教師：西田尚美
- ボクシングジムの男：村上淳
- キジムナータンメー：登川誠仁
- おばぁ：平良とみ
- 母ちゃん：余貴美子

### 主なスタッフ
- 製作者：竹中功、川城和実、高原建二、吉川和志
- プロデューサー：佐藤美由紀、久保田傑、新井真理子
- 監督：中江裕司
- 脚本：中江素子、中江裕司
- 撮影監督：高間賢治
- 美術：金田克美
- 音楽：磯田健一郎
- 録音:白取貢
- 編集：宮島竜治
- 監督補：具志堅剛
- 助監督：武正晴、平林克理、小林聖太郎
- 制作担当：森井輝
- 製作：イエス・ビジョンズ、バンダイビジュアル、讀賣テレビ放送、オフィス・シロウズ、読売テレビエンタープライズ
- 配給：シネカノン